# San Bartolomé
San Bartolomé és un municipi de l'illa de Lanzarote, a les illes Canàries. Inclou els nuclis de Playa Honda, 10.750 Hab., San Bartolomé, 4.900. Guime, 1.090, Montaña Blanca, 450 i El Islote, 400. En el seu terme municipal inclou l'aeroport de Lanzarote.
Com la resta de l'illa, el sector primari que predomina és el cultiu del raïm, i la producció de vi, especialment el vi blanc malvasia o semidolç.